# Фридрихс, Гельмут
Гельмут Фри́дрихс (нем. Helmuth Friedrichs; 22 сентября 1899 год, Оттерндорф — февраль 1945 год) — фюрер СС, начальник отдела в штабе заместителя фюрера Рудольфа Гесса. Депутат рейхстага.

## Биография
Окончив народную и реальную школы, досрочно получил аттестат зрелости и в 1916 году принял участие в Первой мировой войне, воевал на западном и восточном фронтах. С октября 1918 года и до конца 1919 года находился в плену у британцев. Впоследствии вступил в добровольческий корпус и рейхсвер. В начале 1920 года вместе с будущим фюрером штурмовых отрядов Карлом Динклаге участвовал в предвыборной кампании НННП на выборах в прусский ландтаг. В 1921—1925 годах Фридрихс работал шахтёром в Вестфалии. В этот период с апреля 1923 по март 1925 года учился в горной школе в Бохуме и сдал экзамен на мастера. Позднее Фридрихс обучался в Горной академии в Клаусталь-Целлерфельде, но не закончил образования.
В 1929 году Фридрихс вступил в НСДАП. В конце 1929 года вступил в штурмовые отряды, в 1936 году — в СС. В 1944 году получил звание группенфюрера СС. С весны 1930 года служил управляющим в гау Кургессен. В 1934 году Фридрихс поступил на работу в имперское управление НСДАП в Мюнхене, в следующем году перешёл в штаб заместителя фюрера. К началу 1940-х годов Фридрис был назначен заведующим отделом в мюнхенской партийной канцелярии. До конца войны Фридрихс оставался надёжным сотрудником Мартина Бормана по партийным вопросам.
В 1933 году Фридрихс был избран депутатом провинциального ландтага Гессен-Нассау. С ноября 1933 года был избран в рейхстаг. Осенью 1944 года Фридрихс был вызван в Берлин, где вступил в фольксштурм. Пропал без вести с февраля 1945 года, 13 августа 1951 года участковый суд Мюнхена признал Фридрихса умершим.